# 宮崎寒雉 (初代)
初代 宮崎寒雉 (みやざきかんち、寛永8(1631)年 - 正徳2(1712)年）は、江戸時代の釜師。

## 来歴
加賀藩鳳至郡中居村（現・石川県穴水町中居）にて、宮崎彦九郎吉綱の次男として誕生。通称彦九郎、名は義一。
1642年ごろ京都の釜師に入門し後に金沢に帰郷。藩主前田綱紀が京都より裏千家四代千仙叟宗室を招いた際、仙叟宗室の指導を受け、藩の御用釜師として「焼飯釜」等の茶の湯釜を制作する一方、数多くの梵鐘も鋳造した。晩年は剃髪して一艸庵寒雉と称した。
以後、歴代は寒雉を称し、2021年に十五代目が襲名されている。

## 主な作品
- 焼飯釜 - 石川県指定文化財[3]
- 葫蘆様釜 - 石川県指定文化財[3]
- 常徳寺梵鐘 - 金沢市指定文化財[5]